# Zbożne
Zbożne – osada w Polsce położona w województwie warmińsko-mazurskim, w powiecie ostródzkim, w gminie Morąg.
W latach 1975–1998 miejscowość administracyjnie należała do województwa olsztyńskiego.
W roku 1973 jako osada Zbożne należało do powiatu morąskiego, gmina Morąg, poczta Boguchwały.